# 赫鲁尼切夫国家航天科研生产中心
赫鲁尼契夫国家航天研制中心（Khrunichev State Research and Production Space Center）是以莫斯科基地的空间发射系统的制造商，以苏联高官米哈伊尔·赫鲁尼切夫的名字命名。赫鲁尼切夫工厂的建立在第二次世界大战期间。苏联洲际弹道导弹的生产厂。作为第23号工厂，在50年代生产重型轰炸机。1951年继续被加强，并拥有了自己的设计局。
赫鲁尼切夫是载人空间站制造商 ，其中包括和平号空间站。

## 火箭和导弹
- 安加拉火箭
- Briz-M
- 质子火箭
- Rockot
- Universal Rocket
  - UR-100
  - UR-100N
  - MR-UR-100 Sotka
  - UR-200